# چارلز آلتون
چارلز آلتون (انگلیسی: Charles Alton; ۲۴ دسامبر ۱۸۹۱ – ۱۹۶۹ (۷۷−۷۸ سال)) بازیکن فوتبال اهل بریتانیا بود.
از باشگاه‌هایی که در آن بازی کرده است می‌توان به باشگاه فوتبال چسترفیلد، باشگاه فوتبال استالی‌بریج سلتیک، باشگاه فوتبال دونکستر راورز، و باشگاه فوتبال برنتفورد اشاره کرد.